# Двойріс Семен Ісаакович
Семен Двойріс (рос. Семён Двойрис; 2 листопада 1958, Челябінськ) — російський шахіст, гросмейстер від 1990 року.

## Шахова кар'єра
Перші значущі успіхи в шахах припадають на середину 1980-х років. Двічі (1985, 1988) переміг у півфіналах чемпіонату СРСР, у 1986, 1989, 1990 i 1991 роках чотири рази взяв участь у фінальних турнірах (найкращий результат: Ленінград 1990, поділ X—XI місць). Багаторазовий фіналіст чемпіонатів Росії в особистому заліку, де 1996 року посів 2-ге місце (позаду Олександра Халіфмана, разом з Олексієм Дрєєвим). У 1993 році поділив 1-ше місце на зональному турнірі в Санкт-Петербургу i відібрався на міжзональний турнір, який проходив у Біль. Там виступив невдало (посів 62-ге місце).
До успіхів Семена Двойріса на міжнародній арені належать зокрема:
- поділив 2-ге місце в Поляниці-Здруй (1989, меморіал Акіби Рубінштейна, після Ігоря Новікова, разом з Іллєю Сміріним),
- двічі вигравав у Челябінську (1989, 1991),
- посів 2-ге місце в Геусдалі (1991, позаду Григорія Серпера, разом з Віорелом Бологаном),
- поділив 2-ге місце в Катовицях (1992, позаду Михайла Красенкова, разом із зокрема Русланом Щербаковим i Валерієм Логіновим),
- двічі поділив 1-ше місце в Гронінген (1992, 1994),
- поділив 1-ше місце в Москві (1996, меморіал Олександра Алехіна, разом з Олегом Корнєєвим i Володимиром Маланюком),
- поділив 1-ше місце в Беер-Шеві (1997, разом з Едуардасом Розенталісом i Борисом Канцлером),
- поділив 1-ше місце в Ано-Ліосії (2000, разом із зокрема Володимиром Бакланом, Яном Густафссоном, Ігорем Хенкіним i Хрістосом Банікасом),
- поділив 1-ше місце в Хогевені (2000, разом з Володимиром Єпішиним),
- двічі вигравав у Дірені (2000, 2001),
- тричі посів 1-ше місце в Женеві (2001 — одноосібно, 2002, 2003 — поділив),
- двічі поділив 2-ге місце в Хогевені (2001, після Михайла Гуревича, 2002, позаду Євгена Алєксєєва),
- двічі поділив 1-ше місце в Оберварті (2003, 2004),
- посів 2-ге місце в Беер-Шеві (2006, після Геннадія Туника),
- посів 1-ше місце в Сатці] (2006),
- посів 1-ше місце в Челябінську (2008),
- поділив 1-ше місце в Москві (2010, турнір Аерофлот опен-A2, разом із зокрема Ігорем Глеком i Михайлом Панаріним),
- посів 1-ше місце в Томську (2010),
- поділив 1-ше місце в Павлодарі (2010, разом із зокрема Павлом Смірновим).

Найвищий рейтинг Ело дотепер мав станом на 1 жовтня 2004 року, досягнувши 2615 пунктів, посідав тоді 91-ше місце в світовій класифікації ФІДЕ.